# Axel Andreasen
Axel Herman Andreasen (* 8. Juli 1878 in Kopenhagen; † 7. Juli 1953 ebenda) war ein dänischer Werbezeichner, Lithograph und Songwriter.

## Leben
Axel Andreasen war ein Sohn des Peter Andreasen und der Maren Jensen. Sein älterer Bruder Carl Andreasen (1867–1946) wurde ebenfalls Zeichner und Lithograph. Axel Andreasen studierte bei Sophus Kruckow und Emmery Rondahl und arbeitete zunächst hauptsächlich als Werbezeichner. 1902 heiratete er Rosalie Konstantia Egenia Paulsen. Von 1906 bis 1922 arbeitete er für die Zeitschrift Politiken. Vor allem in den 1910er Jahren schuf Andreasen zahlreiche Ansichtskarten, speziell Glückwunsch- und humoristische Karten. Andreasen betätigte sich auch als Schauspieler, war auf der Schallplatten Juleaften paa Sydhavet zu hören, die um 1911 gepresst wurde, und schrieb zahlreiche Liedtexte.